# Egmundella gracilis
Egmundella gracilis är en nässeldjursart som beskrevs av Eberhard Stechow 1921. Egmundella gracilis ingår i släktet Egmundella och familjen Campanulinidae. Inga underarter finns listade i Catalogue of Life.